# Ghetoul Satu Mare
Ghetoul Satu Mare a fost un ghetou nazist aflat în Satu Mare, sub administrația Ungariei fasciste, activ în primăvara anului 1944. Pentru că populația evreiască din zonă era una destul de mare, fiind prezentă inclusiv comunitatea hasidică Satmar, Satu Mare a fost ales ca locație pentru ghetou. În urma a șase transporturi, 18.863 de evrei au fost deportați la Auschwitz, unde majoritatea au fost omorâți.